# 和田亀治

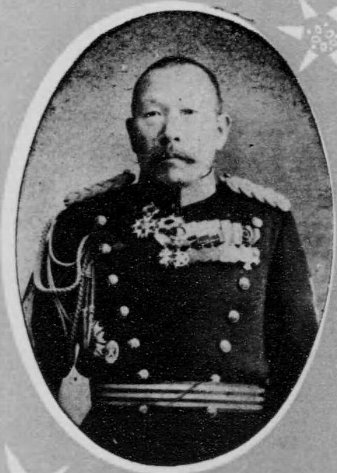
和田亀治

和田 亀治（わだ かめじ、1871年1月9日（明治3年11月19日） - 1945年12月2日）は、日本の陸軍軍人。最終階級は陸軍中将。

## 経歴
大分県出身。和田寿七の長男として生れる。職人、徴兵を経て、1889年（明治22年）5月、陸軍教導団を卒業。1895年（明治28年）2月、陸軍士官学校（6期）を卒業。同年5月、歩兵少尉に任官し歩兵第12連隊付となる。1901年（明治34年）11月、陸軍大学校（15期）を卒業した。
歩兵第12連隊中隊長、参謀本部出仕、参謀本部員などを歴任。日露戦争に第1師団参謀として出征した。陸大教官、陸軍省軍務局課員などを経て、1910年（明治43年）12月、陸軍中佐に進級。陸軍省副官兼軍務局課員、麻布連隊区司令官などを歴任し、1915年（大正4年）2月、陸軍大佐に昇進。
陸軍省副官を経て、1919年（大正8年）1月、陸軍少将に進級し陸大幹事に就任。参謀本部第3部長に異動し、1923年（大正12年）8月、陸軍中将に進み陸大校長となった。1925年（大正14年）5月、第1師団長に親補され、1928年（昭和3年）8月、予備役に編入された。後に帝国在郷軍人会副会長を務めた。

## 栄典・授章・授賞
位階
- 1895年（明治28年）11月15日 - 正八位[1]
- 1897年（明治30年）12月15日 - 従七位[2]
- 1925年（大正14年）12月1日 - 正四位[3]
- 1928年（昭和3年）9月28日 - 従三位[4]

勲章等
- 1895年（明治28年）2月1日 - 望遠鏡一個[5]
- 1920年（大正9年）11月1日 - 旭日中綬章・大正三年乃至九年戦役従軍記章[6]
- 1934年（昭和9年）4月29日 - 昭和六年乃至九年事変従軍記章[7]
- 1936年（昭和11年）10月22日 - 勲一等瑞宝章[8]
- 1940年（昭和15年）8月15日 - 紀元二千六百年祝典記念章[9]

## 親族
- 長男 和田太郎（商工省官吏） ‐ 岳父に日本貯蓄銀行支配人・東野十治郎
- 二男 和田敬道（陸軍中佐）
- 弟 和田信房（海軍中将）
- 孫 和田英一（計算機科学者）